# Hyperlopha
Hyperlopha là một chi bướm đêm thuộc họ Erebidae.

## Các loài
- Hyperlopha amicta Turner, 1903
- Hyperlopha aridela Turner, 1902
- Hyperlopha cristifera Walker, 1865

## Hình ảnh
- Image: Hyperlopha aridela Turner, 1902 (Noctuidae: Catocalinae), Male - QLD, Kalpower State Forest, 20. Feb. 2000, J.C. Keast leg. (Keast Collection ANIC). Lưu trữ ngày 31 tháng 7 năm 2018 tại Wayback Machine